# Spheginobaccha vandoesburgi
Spheginobaccha vandoesburgi är en tvåvingeart som beskrevs av Thompson 1974. Spheginobaccha vandoesburgi ingår i släktet Spheginobaccha och familjen blomflugor. Inga underarter finns listade i Catalogue of Life.